# Malpy
Malpy jsou podčeledí nevelkých opic z čeledi ploskonosých opic malpovitých (Cebidae). Zahrnuje devět žijících druhů nejasné taxonomie, které jsou rozděleny do dvou rodů: do rodu Sapajus, jenž byl vytvořen roku 2011 pro skupinu C. apella a do rodu Cebus, kam jsou řazeny zbylé opice. Tyto dva rody se od sebe oddělily před asi 6,2 miliony lety, pravděpodobně vytvořením Amazonky, která vytvořila přírodní bariéru mezi těmito populacemi. Rod Sapajus se od rodu Cebus odlišuje například kratšími končetinami, korunou chlupů na hlavě a přítomností vousů u samců.

## Druhy
- Cebus
  - Cebus albifrons – malpa běločelá
  - Cebus capucinus – malpa kapucínská
  - Cebus kaapori – malpa carutaperská
  - Cebus olivaceus – malpa plačtivá
- Sapajus
  - Sapajus apella – malpa hnědá
  - Sapajus flavius – malpa zlatá
  - Sapajus libidinosus – malpa pruhohřbetá
  - Sapajus nigritus – malpa černá
  - Sapajus xanthosternos – malpa zlatobřichá